# Concussione
La concussione (dal latino tardo concussio «scossa, eccitamento» dunque «pressione indebita, estorsione») è il reato del pubblico ufficiale che, abusando della sua qualità o delle sue funzioni, costringa (concussione violenta) qualcuno a dare o promettere indebitamente, a lui o a un terzo, denaro o altra utilità anche di natura non patrimoniale. 
Reato tipico dell'ordinamento giuridico penale della Repubblica Italiana, la fattispecie concussiva non è presente nella maggior parte degli ordinamenti europei e internazionali (al suo posto troviamo l'estorsione aggravata). I beni tutelati dalla fattispecie sono pubblici (buon andamento e imparzialità della pubblica amministrazione) e allo stesso tempo anche privati (tutela contro abusi di potere e lesioni della libertà di autodeterminazione). Tra i delitti dei pubblici ufficiali contro la pubblica amministrazione, la concussione è il reato più gravemente sanzionato.
Oggi, a seguito della riforma introdotta dalla legge 6 novembre 2012, n.190, è prevista la reclusione da sei a dodici anni (anche ante riforma era il reato contro la pubblica amministrazione più sanzionato). La normativa italiana di contrasto al fenomeno concussivo è contenuta nel codice penale e precisamente nel Libro II, Titolo II Dei delitti contro la pubblica amministrazione (art. 314-360).

## Disciplina normativa
Nella legislazione italiana, il reato è previsto dall'articolo 317 del codice penale italiano: 
La legge 6 novembre 2012 n. 190 (Disposizioni per la prevenzione e la repressione della corruzione e dell'illegalità nella pubblica amministrazione), ha distinto il reato di concussione all'art. 317 c.p., il quale al suo interno inglobava sia la condotta costrittiva che quella induttiva. La concussione cd. costrittiva è rimasta configurata dall'art. 317, ma limitatamente al pubblico ufficiale, mentre la cd. concussione per induzione, definita Induzione indebita, è prevista dal nuovo art. art. 319 quater.
La fattispecie dell'art 317, ora prevede la sola ipotesi di condotta concussiva del P.U. L'art. 319 quater (rubricato Induzione indebita a dare o promettere utilità), invece, dispone:
Nei casi previsti dal primo comma, chi dà o promette denaro o altra utilità è punito con la reclusione fino a tre anni.»

## Caratteristiche
La concussione è un reato proprio, in quanto può essere commesso solo dal pubblico ufficiale. La condotta incriminata consiste nel farsi dare o nel farsi promettere, per sé o per altri, denaro ("mazzetta" nel gergo giornalistico) o un altro vantaggio anche non patrimoniale abusando della propria posizione. Prima della legge 6 novembre 2012, n. 190, soggetto attivo del reato poteva essere anche l'incaricato di pubblico servizio.

## Modalità della condotta
La condotta può esplicitarsi in due differenti modalità: costrizione e induzione.
- La costrizione è intesa nel senso di coercizione psichica relativa, cioè essa implica la prospettazione di un male ingiusto alla vittima, la quale rimane tuttavia libera di aderire alla richiesta o di subire il male minacciato.

La concussione rientra certamente tra i cosiddetti reati di cooperazione con la vittima in quanto il comportamento della vittima è determinante ai fini della configurabilità della fattispecie, infatti qualora non avvenisse la dazione o la promessa il reato non si configurerebbe; è però ammesso il tentativo, che si configura qualora il soggetto pubblico compia atti diretti a costringere o indurre taluno a dare o promettere, ma effettivamente non seguano la dazione o la promessa.
Il soggetto passivo secondo l'impostazione originaria del Codice Rocco era solo la pubblica amministrazione; oggi invece, alla luce dei valori costituzionali che pongono l'accento sulla centralità della persona nel sistema giuridico, il soggetto passivo è anche il concusso, coartato nel suo diritto alla libera autodeterminazione e leso nella sua integrità patrimoniale.
Il dolo è generico e consiste nella coscienza e volontà di compiere il reato. Il reato non è configurabile per colpa.

### L'abuso delle qualità e l'abuso dei poteri
Il pubblico agente "abusa" della propria qualità quando non si limita a dichiararne il possesso, o al limite, a farne sfoggio, ma, per il contesto, l'occasione, le modalità in cui viene fatta valere, essa appare priva di altra giustificazione che non sia quella di far sorgere nel soggetto passivo "rappresentazioni induttive o costrittive di prestazioni non dovute", deve cioè assumere efficacia psicologicamente motivante.
L'abuso dei poteri avviene nel momento in cui l'agente li esercita fuori dai casi o al di là dei limiti, stabiliti dalla legge: quando non dovrebbero essere esercitati ovvero quando dovrebbero essere esercitati in modo diverso.

## Rapporti con altri reati

### Concussione e truffa aggravata
La truffa aggravata è configurabile quando la qualità o funzione del pubblico ufficiale concorrono in via accessoria alla determinazione della volontà del soggetto passivo, che viene convinto con artifici o raggiri ad una prestazione che egli crede dovuta. Invece deve ravvisarsi concussione tutte le volte che l'abuso delle qualità o della funzione del pubblico ufficiale si atteggia come causa esclusivamente determinante, così da indurre il soggetto passivo all'ingiusta dazione che egli sa non dovuta.

### Concussione e corruzione propria
La differenza tra le due figure, non sempre facilmente delineabile, risiede per la giurisprudenza maggioritaria nel metus publicae potestatis.
Se la dazione o la promessa sono compiute dal privato, in quanto posto in uno stato di soggezione derivante dall'abuso del soggetto pubblico, si integra l'ipotesi di concussione; viceversa, se i due soggetti liberamente agiscono per un risultato comune, si integra l'ipotesi di corruzione.
Nel caso della concussione, il concusso cerca di evitare un danno (certat de damno vitando), mentre, nella corruzione, cerca di ottenere un vantaggio (certat de lucro captando).
Si parla di corruzione impropria quando, per compiere la transazione corrotta, il pubblico ufficiale deve porre in essere atti conformi ai doveri d'ufficio.
La corruzione sia propria che impropria può essere antecedente o susseguente. È detta antecedente quando la retribuzione è pattuita anteriormente al compimento dell'atto e al fine di compierlo, mentre è detta susseguente invece quando la retribuzione concerne un atto contrario ai doveri d'ufficio già compiuto.

### Concussione e corruzione ambientale
La corruzione ambientale è quel fenomeno per il quale una persona viene convinta che determinati comportamenti, quali la prestazione dell'indebito, siano dovuti a una ormai consolidata prassi popolare utilizzata da tutti e per questo, anche se non lecita, "normale"; chiaro che, affinché si configuri il reato, c'è sempre bisogno che il privato venga indotto da un comportamento del pubblico agente.

### Concussione e induzione indebita
Il delitto di induzione indebita è realizzabile tanto dal pubblico ufficiale quanto dall'incaricato di pubblico servizio, quando invece la concussione è realizzabile solo dal pubblico ufficiale.
Nel caso dell'induzione poi, è prevista anche la punibilità anche del privato, ovvero di colui che ha subito il reato, con la reclusione fino a 3 anni.